# Acteal
Acteal is een dorpje in de gemeente Chenalhó in Chiapas, Mexico.
In 1997 vond hier het bloedbad van Acteal plaats, waarbij 45 tot 60 kerkgangers werden vermoord door paramilitairen.